# Jorge Fernández Díaz
Pour les articles homonymes, voir Jorge Díaz (homonymie), Fernández et Díaz.
Jorge Fernández Díaz, né le 6 avril 1950 à Valladolid, est un homme politique espagnol, membre du Parti populaire (PP).
Après avoir été gouverneur civil d'Oviedo puis Barcelone entre 1978 et 1981, il rejoint l'Alliance populaire et se fait élire, en 1984, député au Parlement de Catalogne. Il entre, cinq ans plus tard, au Congrès des députés et occupe, de 1996 à 2004, plusieurs postes de secrétaire d'État, lors des deux mandats de José María Aznar. Élu troisième vice-président du Congrès des députés en 2008, il devient ministre de l'Intérieur, sous la présidence de Mariano Rajoy, en 2011.

## Biographie

### Jeunesse, formation et carrière
Après avoir suivi une formation d'ingénieur industriel, spécialisé en organisation industrielle, à l'école technique supérieure de Barcelone, il passe avec succès le concours du corps des inspecteurs du travail et de la Sécurité sociale. Il occupe ensuite un poste d'ingénieur à l'Institut national de sécurité et d'hygiène au travail.

### Parcours sous la direction de l'UCD
Le 11 septembre 1979, il est désigné délégué du ministère du Travail dans la province de Barcelone. Il occupe ce poste jusqu'au 18 juillet 1980, date de sa nomination comme gouverneur civil de la province d'Oviedo. Il est relevé de ses fonctions le 28 juillet 1981, lorsqu'il devient gouverneur civil de la province de Barcelone.
Il démissionne, le 4 septembre 1982, afin de se présenter aux élections générales du 28 octobre suivant, sur la liste du Centre démocratique et social (CDS).

### Ascension politique en Catalogne
Après l'échec du CDS, il adhère, en 1983, à l'Alliance populaire (AP) et se fait élire, la même année, conseiller municipal de Barcelone. Il fait son entrée au Parlement de Catalogne un an plus tard. Désigné secrétaire général de l'AP de Catalogne en 1985, il est choisi comme sénateur par les députés régionaux en 1986.
En 1987, il devient président régional de l'AP, puis il est réélu au Parlement lors des élections de 1988, pour lesquelles il était chef de file des conservateurs. Il est également réélu sénateur par les députés régionaux sur proposition du groupe parlementaire de Convergence et Union (CiU). Aux élections générales du 29 octobre 1989, il est élu député de la province de Barcelone au Congrès des députés, sur la liste du nouveau Parti populaire (PP). Il renonce alors à ses autres mandats.
Il est contraint, en novembre 1990, de céder la présidence régionale du PP à une direction provisoire placée sous la présidence de son adversaire interne, Alejo Vidal-Quadras.

### Homme de confiance de Rajoy sous Aznar
À la suite de l'arrivée au pouvoir du PP, dirigé par José María Aznar, au niveau national, il est nommé, le 11 mai 1996, secrétaire d'État aux Administrations territoriales du ministère des Administrations publiques, dirigé par Mariano Rajoy. Après le remaniement ministériel du 18 janvier 1999, il suit Rajoy au ministère de l'Éducation et de la Culture, en tant que secrétaire d'État à l'Éducation, à l'Enseignement supérieur, à la Recherche et au Développement. Le 6 mai 2000, après la victoire du PP aux élections générales du 12 mars, il devient secrétaire d'État aux Relations avec les Cortes Generales au ministère de la Présidence, désormais dirigé par Rajoy. Lorsque ce dernier est nommé ministre de l'Intérieur le 28 février 2001, il souhaite désigner Fernández Díaz comme secrétaire d'État à la Sécurité, mais Aznar s'y oppose et il reste alors en place, sous la direction du nouveau ministre, Juan José Lucas. Rajoy revient finalement à son poste le 10 juillet 2002 et le maintient dans ses fonctions.

### Du Congrès au gouvernement de Rajoy
Réélu député de Barcelone le 14 mars, puis le 9 mars 2008, il est désigné, le 1er avril suivant, troisième vice-président du Congrès des députés. Le 22 décembre 2011, avec le retour au pouvoir du PP, sous la présidence de Rajoy, il est nommé ministre de l'Intérieur.

### Manipulations judiciaires
En juin 2016, le journal Público diffuse un enregistrement dans lequel le ministre de l'Intérieur et le responsable de la lutte anticorruption en Catalogne, Daniel de Alfonso, discutent de la manière de compromettre des personnalités politiques liées à l'indépendantisme catalan en utilisant d'éventuels délits pouvant les concerner, voire d'en inventer de toutes pièces avec l'aide du parquet. L'opposition proteste devant ces procédés et réclame la démission du ministre, estimant que celui-ci utilise sa fonction pour manipuler l'appareil d’État contre ses adversaires politiques et non pour combattre la corruption,.
Cette opération policière, connue médiatiquement comme l'Opération Catalogne, a également ciblé le parti de gauche radicale Podemos. Plusieurs responsables politiques ont été faussement accusés de détenir des comptes bancaires dissimulés dans des paradis fiscaux.

### Retour au Congrès
Le 18 octobre 2016, en pleines négociations sur la formation d'un nouvel exécutif, il est réprouvé par le Congrès des députés à la suite du scandale des écoutes pour ses actions « antidémocratiques » et son « manque d'étique » politique à l'égard de ceux qui « pensent différemment » de lui. Au moment de la formation du deuxième cabinet de Mariano Rajoy au début du mois suivant, ce dernier lui communique personnellement son éviction du gouvernement au profit de l'ancien maire de Séville et juge Juan Ignacio Zoido,. Comme tout ancien ministre, il est promis à la présidence d'une commission législative mais se heurte au veto des groupes de l'opposition, d'abord à la commission des Affaires étrangères puis à la commission bicamérale des Relations avec le Tribunal des comptes,. Acceptant ce fait, il renonce à cette prérogative coutumière mais il est finalement porté à la tête de la commission des Pétitions dont la présidence est automatiquement dévolue au parti majoritaire. Il remplace alors la galicienne Pilar Rojo.
Une commission d'enquête est mise en place par l'opposition pour déterminer des responsabilités politiques au scandale. Présidée par le nationaliste basque Mikel Legarda, elle rend ses conclusions le 20 juillet 2017 et constate l'existence d'une « opération Catalogne » dont le but était de déstabiliser certains dirigeants indépendantistes parmi lesquels l'ancien maire convergent de Barcelone Xavier Trias.
Le 19 janvier 2018, déjà malade d'un cancer du foie, il est hospitalisé dans un hôpital de la Communauté de Madrid, victime d'un infarctus.
Il est inculpé en avril 2021 pour avoir fait espionner en 2013 l'ancien trésorier du Parti Populaire afin de récupérer des documents compromettant le parti dans une affaire de corruption.

## Distinctions
- Commandeur de l'Ordre national de la Légion d'honneur, (République française)
- Grand-croix de l'ordre du Mérite du Portugal
- Distinction d'honneur de la Valeur civique et du Mérite de premier grade, (Bulgarie)
- Grand-croix de l'Ordre de Saint-Charles (Colombie)
- Grand-croix de l'Ordre de Saint-Grégoire-le-Grand (Saint-Siège)
- Grand-croix au Mérite de l'Ordre sacré et militaire constantinien de Saint-Georges, (Maison de Bourbon-Siciles)